# Suita Sōboku
Suita Sōboku (japanisch 吹田 草牧; geb. 1. September 1890 in Osaka; gest. 8. November 1983) war ein japanischer Maler der Nihonga-Richtung der Taishō- und Shōwa-Zeit.

## Leben und Werk
Suitas Familie stellte Sojasoße her und betrieb Schiffe auf dem Yodo-Fluss und auf dem Setonaikai. Die Familie gab jedoch 1909 die Geschäfte auf und zog nach Kioto. Dort begann Sōboku unter dem Einfluss seines Verwandten, dem Maler Kuroda Shigetarō (黒田重太郎; 1887–1970), sich für die Malerei im westlichen Stil zu interessieren und begann ein Studium an dem Kansai Bijutsuin (関西美術院).
1912 ging er nach Tokio und bildete sich am Aoibashi-Lehrinstitut (葵橋洋画研究所 Aoibashi yōga kenkyūjo) weiter. Dann war er vom gerade wiedererstandenen Nihon Bijutsuin so beeindruckt, dass er 1914 nach Kyōto zurückkehrte und, eingeführt von seinem alten Freund Irie Hakō, zu Takeuchi Seihō kam, wo ihn der etwas ältere Tsuchida Bakusen unterrichtete. Auf der 12. Ausstellung der Bunten im Jahr 1918 konnte er zum ersten Mal ein Bild, „Nahender Frühling in einem Bergdorf“ (山村に春近し Yamamura ni haru chikashi), zeigen, das für die erste Ausstellung der Kokuga sōsaku kyōkai (国画創作協会) eingereichte Bild wurde jedoch abgelehnt. Bei der nächsten Ausstellung im Jahr darauf war er mit dem Bild „Sommerlandschaft in Izu“ (伊豆夏景 Izu natsukei) erfolgreich; bei der dritten Ausstellung zeigte er „Kraniche im Februar“ (真鶴二月 Manazuru nigatsu), bei der vierten „Herbstlandschaft vor der Stadt“ (郊外秋景 Kōgai shūkei), bei der fünften „Kinugasayama“ (衣笠山), bei der sechsten „Wieder Herbst in Arashiyama“ (嵐山更秋 Arashiyama kōshū) und bei der siebten Ausstellung „Gartenanlage am Daigo-ji“ (醍醐寺泉庭 Daigo-ji sentei). 1924 wurde er „Freund“ der Vereinigung und 1926 Mitglied.
In der Zwischenzeit hatte Suita, zusammen mit Kikuchi Keigetsu, Irie Hakō und anderen, Europa besucht. Nach Auflösung der Kokuga sōsaku kyōkai hatte er 1928 mit Gleichgesinnten die Vereinigung Shinjū-sha (新樹社) gegründet, die sich allerdings nach der zweiten Ausstellung wieder auflöste. 1924 wurde das Bild „Arashiyama“ (嵐山) auf der 10. Teiten-Ausstellung angenommen, und auch in den folgenden Jahren konnte er dort ausstellen.
Nach dem Pazifikkrieg reichte Suita keine Bilder für die Nitten-Ausstellung ein. Er zog 1959 nach Tokio und malte dann Bilder im westlichen Stil. Von Beginn bis zum Ende malte er vorwiegend Landschaftsbilder von malerischen Orten in Tokio. Sein Spätwerk bekam eine dekorative Note.